# Bartolomeo d'Aragona
Bartolomeo d'Aragona (fallecido después de 1400), fue un noble, político y militar italiano del siglo XIV.

## Biografía
Hijo de Vinciguerra de Aragona, hijo a su vez de Sancho II señor de Militello y bisnieto por línea ilegitima del rey aragonés Pedro III, a quien sucedió en la posesión de la Baronía de Cammarata en 1384 y en 1392 de otros feudos, y de su primera esposa Elena Kantacuzena. Fue uno de los señores feudales más ricos de Sicilia y se relacionó con las familias más poderosas de la isla.
Senescal del Reino de Sicilia, participó en la reunión de los barones sicilianos en Castronovo el 10 de julio de 1391, adhiriéndose a la política de oposición a Martín el Joven, aunque con algunas vacilaciones, sobre todo cuando tenía garantías de los nuevos soberanos sobre el mantenimiento de sus feudos y el cargo de senescal. En 1392, había obtenido la investidura de la Baronía de Naso, confiscada a Artale II Alagona.
Luego se rebeló en 1393, y en 1397 siguió a Guillermo Ramón de Moncada, marqués de Malta y Gozo y Antonio Ventimiglia, conde de Collesano. Cuando se llegó un acuerdo entre el rey Martín el Joven y el papa Gregorio XI, quien reconoció su soberanía en la isla, Bartolomeo, condenado por delito grave, se vio obligado a huir y sus bienes fueron confiscados. Acogido en la corte del rey Ladislao I de Nápoles, desde la capital angevina intentó reorganizar las fuerzas de los exiliados sicilianos, de acuerdo con lo que hizo Artale Alagona, exiliado en Milán. En 1400 organizó una pequeña flota en un intento de regresar a Sicilia, pero fue derrotado y murió en el exilio.

## Matrimonio y descendencia
Estuvo casado con la genovesa Doleta Embriaco, hija de Bertrando de los señores de Gibelletto, con quien tuvo a: 
- Bartolomea, que fue esposa de Enrico Ventimiglia, conde de Geraci.[2]
- Contissella, que fue esposa de Mateo de Moncada, conde de Caltanissetta.